# Ligue 1 (Guinea)
La Ligue 1, per esteso Championnat National de Ligue 1, è la massima competizione calcistica della Guinea, istituita nel 1965 e organizzata dalla Federazione calcistica della Guinea (FGF).

## Squadre 2022-2023
| Squadra             | Città     |
| ------------------- | --------- |
| Académie SOAR       | Coyah     |
| Ashanti Golden Boys | Siguiri   |
| Fello Star          | Labé      |
| Flamme Olympique    | Conakry   |
| Hafia               | Conakry   |
| Horoya              | Conakry   |
| Kaloum Star         | Conakry   |
| Kamsar              | Kamsar    |
| Milo                | Kankan    |
| Mineurs             | Sangarédi |
| Renaissance         | Conakry   |
| Satellite           | Conakry   |
| Séquence            | Conakry   |
| Wakriya             | Boké      |

## Albo d'oro
- 1965:  Conakry I
- 1966:  Conakry II
- 1967:  Conakry II
- 1968:  Conakry II
- 1969:  Conakry I
- 1970:  Kaloum Star
- 1971:  Hafia
- 1972:  Hafia
- 1973:  Hafia
- 1974:  Hafia
- 1975:  Hafia
- 1976:  Hafia
- 1977:  Hafia
- 1978:  Hafia
- 1979:  Hafia
- 1980:  Kaloum Star
- 1981:  Kaloum Star
- 1982:  Hafia
- 1983:  Hafia
- 1984:  Kaloum Star
- 1985:  Hafia
- 1986:  Horoya
- 1987:  Kaloum Star
- 1988:  Horoya
- 1989:  Horoya
- 1990:  Horoya
- 1991:  Horoya
- 1992:  Horoya
- 1993:  Kaloum Star
- 1994:  Horoya
- 1995:  Kaloum Star
- 1996:  Kaloum Star
- 1997: cancellato
- 1998:  Kaloum Star
- 1999: non disputato
- 2000:  Horoya
- 2001:  Horoya
- 2002:  Satellite
- 2003:  ASFAG
- 2004: sospeso per problemi economici [2]
- 2005:  Satellite
- 2006:  Fello Star
- 2007:  Kaloum Star
- 2008:  Fello Star
- 2009:  Fello Star
- 2010:  Fello Star
- 2011:  Horoya
- 2012:  Horoya
- 2013:  Horoya
- 2014:  Kaloum Star
- 2014-2015:  Horoya
- 2015-2016:  Horoya
- 2016-2017:  Horoya
- 2017-2018:  Horoya
- 2018-2019:  Horoya
- 2019-2020:  Horoya
- 2020-2021:  Horoya
- 2021-2022:  Horoya
- 2022-2023:  Hafia
- 2023-2024:  Milo
- 2024-2025:  Horoya

## Vittorie per squadra
| Squadra                 | Città   | Vittorie | Anni |
| ----------------------- | ------- | -------- | --- |
| Horoya                  | Conakry | 21       | 1986, 1988, 1989, 1990, 1991, 1992, 1994, 2000, 2001, 2011, 2012, 2013, 2015, 2016, 2017, 2018, 2019, 2020, 2021, 2022, 2025 |
| Hafia (Conakry II)      | Conakry | 16       | 1966, 1967, 1968, 1971, 1972, 1973, 1974, 1975, 1976, 1977, 1978, 1979, 1982, 1983, 1985, 2023                               |
| Kaloum Star (Conakry I) | Conakry | 13       | 1965, 1969, 1970, 1980, 1981, 1984, 1987, 1993, 1995, 1996, 1998, 2007, 2014                                                 |
| Fello Star              | Labé    | 5        | 2004, 2006, 2008, 2009, 2010                                                                                                 |
| Satellite               | Conakry | 2        | 2002, 2005 |
| ASFAG                   | Conakry | 1        | 2003 |
| Milo                    | Conakry | 1        | 2024 |